# 東洋宣教会
東洋宣教会（とうようせんきょうかい、英語：Oriental Missionary Society, 略称：OMS）は、1905年に東京で設立された、アメリカのホーリネス系の国際的宣教団体。現在のOMSInternational

## 歴史
- 1905年、中田重治とチャールズ・カウマンが東京で設立する。東洋宣教会の名称は、中国をはじめアジア諸国に伝道するといという方針の下に付けられた。中田重治と笹尾鉄三郎、カウマン夫妻、アーネスト・キルボンの五名が幹部として運営をした。
- 1917年10月、OMSから独立した別組織である、日本人による教団の東洋宣教会ホーリネス教会が設立されて、中田重治が監督に就任する。カウマン夫妻を後事を中田とキルボンに託して、アメリカに帰国する。OMSの本部をロサンジェルスに移す。
- 1924年、初代総理チャールズ・カウマンが死去して、アーネスト・キルボンが二代目総理に選ばれる。レテー・カウマンが副総理になる。
- 1928年、アーネスト・キルボンの死去に伴って、レテー・カウマンが三代目総理に選ばれる。
- 1949年、OMSの援助のもとに、日本ホーリネス教団が設立される。レテー・カウマンが引退する。